# Ngampel (Ngusikan)
Ngampel is een bestuurslaag in het regentschap Jombang van de provincie Oost-Java, Indonesië. Ngampel telt 1194 inwoners (volkstelling 2010).